# Listă de jocuri video de rol din 2006–2007
Acesta este un index cuprinzător al jocurilor video de rol comerciale, sortate cronologic după anul apariției. Informațiile referitoare la data lansării, dezvoltatorul, editura, sistemul de operare, subgenul și notabilitatea sunt furnizate acolo unde sunt disponibile. Tabelul poate fi sortat făcând clic pe casetele mici de lângă titlurile coloanelor. Această listă nu include MUD-uri sau MMORPG-uri. Include jocuri roguelike, de acțiune și tactice (timp real).

Aceasta este o listă de jocuri video de rol din 2006 – 2007.

## Legenda
| Platforme de jocuri video |
| ------------------------- |

| 3DS    | Nintendo 3DS                   |
| AMI    | Commodore Amiga                |
| APPII  | Apple II                       |
| Arcade | Arcade game                    |
| C64    | Commodore 64                   |
| CROSS  | Cross-platform                 |
| DC     | Dreamcast                      |
| DOS    | DOS / MS-DOS                   |
| DROI   | Platforma nu este recunoscută. |
| DS     | Nintendo DS                    |
| FM7    | FM-7                           |
| FMT    | FM Towns                       |
| GB     | Game Boy                       |
| GBA    | Game Boy Advance               |
| GBC    | Game Boy Color                 |
| GCN    | Nintendo GameCube              |
| GEN    | Sega Genesis / Sega Mega Drive |
| iOS    | iOS                            |

| LIN  | Linux                                   |
| MAC  | Macintosh / Mac OS                      |
| MOBI | Mobile phone                            |
| MSX  | MSX                                     |
| MSX2 | MSX2                                    |
| N64  | Nintendo 64                             |
| NEO  | Neo Geo                                 |
| NES  | Nintendo Entertainment System / Famicom |
| OSX  | Mac OS X                                |
| PC60 | NEC PC-6001                             |
| PC88 | NEC PC-8801                             |
| PC98 | NEC PC-9801                             |
| PCE  | TurboGrafx-16 / PC Engine               |
| PS1  | PlayStation / PSone                     |
| PS2  | PlayStation 2                           |
| PS3  | PlayStation 3                           |
| PS4  | Platforma nu este recunoscută.          |
| PSN  | PlayStation Network                     |

| PSP  | PlayStation Portable           |
| PSV  | Platforma nu este recunoscută. |
| OSX  | Mac OS X                       |
| SAT  | Sega Saturn                    |
| SCD  | Sega Mega-CD                   |
| SMS  | Sega Master System             |
| SNES | Super NES / Super Famicom      |
| ST   | Atari ST                       |
| VC   | Virtual Console (Wii)          |
| VITA | PlayStation Vita               |
| X68K | Sharp X68000                   |
| Wii  | Wii                            |
| WiiU | Wii U                          |
| WIN  | Microsoft Windows              |
| X360 | Xbox 360                       |
| XBOX | Xbox                           |
| XOne | Platforma nu este recunoscută. |
| ZX   | ZX Spectrum                    |

| 3DS    | Nintendo 3DS                   |
| AMI    | Commodore Amiga                |
| APPII  | Apple II                       |
| Arcade | Arcade game                    |
| C64    | Commodore 64                   |
| CROSS  | Cross-platform                 |
| DC     | Dreamcast                      |
| DOS    | DOS / MS-DOS                   |
| DROI   | Platforma nu este recunoscută. |
| DS     | Nintendo DS                    |
| FM7    | FM-7                           |
| FMT    | FM Towns                       |
| GB     | Game Boy                       |
| GBA    | Game Boy Advance               |
| GBC    | Game Boy Color                 |
| GCN    | Nintendo GameCube              |
| GEN    | Sega Genesis / Sega Mega Drive |
| iOS    | iOS                            |

| LIN  | Linux                                   |
| MAC  | Macintosh / Mac OS                      |
| MOBI | Mobile phone                            |
| MSX  | MSX                                     |
| MSX2 | MSX2                                    |
| N64  | Nintendo 64                             |
| NEO  | Neo Geo                                 |
| NES  | Nintendo Entertainment System / Famicom |
| OSX  | Mac OS X                                |
| PC60 | NEC PC-6001                             |
| PC88 | NEC PC-8801                             |
| PC98 | NEC PC-9801                             |
| PCE  | TurboGrafx-16 / PC Engine               |
| PS1  | PlayStation / PSone                     |
| PS2  | PlayStation 2                           |
| PS3  | PlayStation 3                           |
| PS4  | Platforma nu este recunoscută.          |
| PSN  | PlayStation Network                     |

| PSP  | PlayStation Portable           |
| PSV  | Platforma nu este recunoscută. |
| OSX  | Mac OS X                       |
| SAT  | Sega Saturn                    |
| SCD  | Sega Mega-CD                   |
| SMS  | Sega Master System             |
| SNES | Super NES / Super Famicom      |
| ST   | Atari ST                       |
| VC   | Virtual Console (Wii)          |
| VITA | PlayStation Vita               |
| X68K | Sharp X68000                   |
| Wii  | Wii                            |
| WiiU | Wii U                          |
| WIN  | Microsoft Windows              |
| X360 | Xbox 360                       |
| XBOX | Xbox                           |
| XOne | Platforma nu este recunoscută. |
| ZX   | ZX Spectrum                    |

| Tipuri de lansări |
| ----------------- |

| Rerel  | Jocul a fost relansat pe aceeași platformă cu modificări minore sau fără modificări.                                                                                     |
| Port   | Jocul a apărut pentru prima dată pe o altă platformă. Este la fel ca originalul, cu puține sau deloc diferențe.                                                          |
| Remake | Jocul este un remake îmbunătățit al celui original, lansat pe aceeași platformă sau pe o platformă diferită, cu modificări ale graficii, sunetului și/sau gameplay-ului. |
| Compl  | O compilație, antologie sau colecție de mai multe titluri, de obicei (dar nu întotdeauna) aparținând aceleiași serii.                                                    |
| Limit  | O lansare specială (numită adesea Limited sau Collector’s Edition) cu material bonus de colecție. Adesea este furnizată persoanelor care pre-comandă un joc.             |

| Rerel  | Jocul a fost relansat pe aceeași platformă cu modificări minore sau fără modificări.                                                                                     |
| Port   | Jocul a apărut pentru prima dată pe o altă platformă. Este la fel ca originalul, cu puține sau deloc diferențe.                                                          |
| Remake | Jocul este un remake îmbunătățit al celui original, lansat pe aceeași platformă sau pe o platformă diferită, cu modificări ale graficii, sunetului și/sau gameplay-ului. |
| Compl  | O compilație, antologie sau colecție de mai multe titluri, de obicei (dar nu întotdeauna) aparținând aceleiași serii.                                                    |
| Limit  | O lansare specială (numită adesea Limited sau Collector’s Edition) cu material bonus de colecție. Adesea este furnizată persoanelor care pre-comandă un joc.             |

| Note despre genuri |
| ------------------ |

| Action RPG   | Joc video de rol de acțiune.              |
| Tactical RPG | Joc video de rol tactic.                  |
| Roguelike    | Roguelike.                                |
| MMORPG       | Joc de rol cu multiplayer online în masă. |
| MUD          | MUD.                                      |

| FPS/RPG | Shooter first-person / Joc video de rol hibrid (Joc video de rol shooter).                            |
| RTS/RPG | Joc de strategie în timp real / Joc video de rol hibrid (Joc video de rol de strategie în timp real). |
| WRPG    | Joc de rol în stil western.                                                                           |
| JRPG    | Joc de rol în stil japonez.                                                                           |
| Eroge   | Joc japonez cu conținut erotic.                                                                       |

| Action RPG   | Joc video de rol de acțiune.              |
| Tactical RPG | Joc video de rol tactic.                  |
| Roguelike    | Roguelike.                                |
| MMORPG       | Joc de rol cu multiplayer online în masă. |
| MUD          | MUD.                                      |

| FPS/RPG | Shooter first-person / Joc video de rol hibrid (Joc video de rol shooter).                            |
| RTS/RPG | Joc de strategie în timp real / Joc video de rol hibrid (Joc video de rol de strategie în timp real). |
| WRPG    | Joc de rol în stil western.                                                                           |
| JRPG    | Joc de rol în stil japonez.                                                                           |
| Eroge   | Joc japonez cu conținut erotic.                                                                       |

## Lista
| An                               | Titlu                                                                                               | Dezvoltator                    | Editură                              | Setări                    | Platformă                   | Subgen                          | Serie/Note | Țara de origine |
| -------------------------------- | --------------------------------------------------------------------------------------------------- | ------------------------------ | ------------------------------------ | ------------------------- | --------------------------- | ------------------------------- | --- | --------------- |
| 2006 (JP/NA)                     | .hack//G.U. vol.1//Rebirth                                                                          |                                |                                      | Sci-Fi                    | PS2                         | Action RPG                      | |                 |
| 2006 (JP/NA)                     | .hack//G.U. vol.2//Reminisce                                                                        |                                |                                      | Sci-Fi                    | PS2                         | Action RPG                      | Sequel al .hack//G.U. vol.1//Rebirth.                                                                                                 |                 |
| 2006 (JP) 2007 (NA/EU)           | Atelier Iris 3: Grand Phantasm                                                                      | Gust                           | Gust Nippon Ichi Koei                | Fantezie                  | PS2                         | JRPG                            | Sequel al Atelier Iris 2: The Azoth of Destiny.                                                                                       |                 |
| 2006 (JP/NA)                     | Baten Kaitos Origins                                                                                | tri-Crescendo Monolith         | Nintendo                             | Fantezie                  | GCN                         | Card-based RPG                  | Prequel al Baten Kaitos: Eternal Wings and the Lost Ocean.                                                                            |                 |
| 2006 (??)                        | Beggar Prince                                                                                       | C&E Inc. Super Fighter Team    | HanTang International                | Fantezie                  | GEN                         | JRPG                            | Traducere în engleză a lui Xin Qigai Wangzi pentru GEN.                                                                               |                 |
| 2006 (JP/NA) 2007 (EU/AU)        | Blade Dancer: Lineage of Light                                                                      | Hit Maker                      | SCEI Nippon Ichi Atari               | Fantezie                  | PSP                         | JRPG                            | |                 |
| 2006 (JP)                        | Blazing Souls ブレイジングソウルズ                                                                  | Idea Factory                   | Idea Factory                         | Fantezie                  | PS2                         | Tactical RPG                    | Sequel al Shinseiki Genso: Spectral Souls II.                                                                                         |                 |
| 2006 (JP) 2007 (NA/EU/AU)        | Blue Dragon                                                                                         | Mistwalker Artoon              | Microsoft                            | Fantezie                  | X360                        | JRPG                            | |                 |
| 2006 (JP) 2008 (NA)              | Chaos Wars カオスウォーズ                                                                           | Idea Factory                   | Idea Factory                         | Fantezie                  | PS2                         | Tactical RPG                    | |                 |
| 2006 (JP/NA/AU) 2007 (EU)        | Children of Mana                                                                                    | Nex                            | Square Enix Nintendo                 | Fantezie                  | DS                          | Action RPG                      | |                 |
| 2006 (JP/NA)                     | Digimon World DS                                                                                    | Bandai                         | Bandai                               | Sci-Fi Fantasy            | DS                          | JRPG                            | |                 |
| 2006 (JP/NA/PAL)                 | Dirge of Cerberus: Final Fantasy VII                                                                | Square Enix                    | Square Enix                          | Sci-Fi Fantasy            | PS2                         | Third-person shooter/RPG hybrid | Sequel al Final Fantasy VII. |                 |
| 2006 (NA) 2007 (JP)              | Dirge of Cerberus Lost Episode: Final Fantasy VII                                                   | Square Enix Ideaworks3D        | Square Enix                          | Sci-Fi Fantasy            | MOBI                        | Third-person shooter/RPG hybrid | Tie-in with Dirge of Cerberus: Final Fantasy VII.                                                                                     |                 |
| 2006 (JP) 2007 (NA/EU)           | Disgaea: Afternoon of Darkness                                                                      | Nippon Ichi                    | Nippon Ichi Atlus Koei               | Fantezie                  | PSP (Port)                  | Tactical RPG                    | Portare a Disgaea: Hour of Darkness for PS2.                                                                                          |                 |
| 2006 (JP/NA/EU/AU)               | Disgaea 2: Cursed Memories 魔界戦記ディスガイア2                                                    | Nippon Ichi                    | Nippon Ichi Koei                     | Fantezie                  | PS2                         | Tactical RPG                    | Sequel al Disgaea: Hour of Darkness.                                                                                                  |                 |
| 2006 (JP) 2007 (NA) 2008 (EU/AU) | Dragon Quest Monsters: Joker                                                                        | TOSE                           | Square Enix                          | Fantezie                  | DS                          |                                 | Sequel al Dragon Quest Monsters: Caravan Heart.                                                                                       |                 |
| 2006 (NA)                        | Dungeon Siege: Throne of Agony                                                                      | SuperVillain                   | 2K                                   | Fantezie                  | PSP                         | CRPG                            | Sequel al Dungeon Siege II. |                 |
| 2006 (NA/EU)                     | Elder Scrolls IV: Oblivion                                                                          | Bethesda                       | 2K Bethesda                          | Fantezie                  | X360                        | CRPG                            | Sequel al Elder Scrolls III: Morrowind.                                                                                               |                 |
| 2006 (JP/NA/EU)                  | Enchanted Arms [eM] -eNCHANT arM-                                                                   | From                           | From Ubisoft                         | Futruistic Fantasy        | X360                        |                                 | |                 |
| 2006 (NA/EU/AU)                  | Field Commander                                                                                     | SOE                            | SOE                                  | Modern                    | PSP                         | Tactical RPG                    | |                 |
| 2006 (JP)                        | Final Fantasy Final Fantasy Mobile                                                                  |                                |                                      | Fantezie                  | MOBI (Port)                 | JRPG                            | Portare a Final Fantasy pentru NES.                                                                                                   |                 |
| 2006 (JP)                        | Final Fantasy II Final Fantasy II Mobile                                                            |                                |                                      | Fantezie                  | MOBI (Port)                 | JRPG                            | Portare a Final Fantasy II pentru NES.                                                                                                |                 |
| 2006 (JP/NA) 2007 (EU)           | Final Fantasy III                                                                                   | Square Enix Matrix             | Square Enix                          | Fantezie                  | DS (Remake)                 | JRPG                            | Sequel al Final Fantasy II. |                 |
| 2006 (JP/NA) 2007 (EU)           | Final Fantasy V Advance                                                                             | TOSE                           | Square Enix Nintendo                 | Fantezie                  | GBA (Remake)                | JRPG                            | Refacere a Final Fantasy V for SNES. Sequel al Final Fantasy IV.                                                                      |                 |
| 2006 (JP) 2007 (NA/EU)           | Final Fantasy VI Advance                                                                            | TOSE                           | Square Enix Nintendo                 | Fantezie Sci-Fi           | GBA (Port)                  | JRPG                            | Portare a Final Fantasy VI for SNES. Sequel al Final Fantasy V.                                                                       |                 |
| 2006 (JP/NA/PAL)                 | Final Fantasy XI Final Fantasy XI Online                                                            | Square                         | Square Square Enix                   | Fantezie                  | X360 (Port)                 | MMORPG                          | Portare a Final Fantasy XI for PS2.                                                                                                   |                 |
| 2006 (JP/NA/PAL)                 | Final Fantasy XII                                                                                   | Square                         | Square Square Enix                   | Fantezie                  | PS2                         | JRPG                            | |                 |
| 2006 (JP)                        | Fire Emblem: Monshō no Nazo                                                                         | Intelligent                    | Nintendo                             | Fantezie                  | VC (Port)                   | Tactical RPG                    | Portare a Fire Emblem: Monsho no Nazo for SNES.                                                                                       |                 |
| 2006 (JP) 2007 (EU)              | Freshly-Picked Tingle's Rosy Rupeeland                                                              | Vanpool                        | Nintendo                             | Fantezie                  | DS                          | Action RPG                      | |                 |
| 2006 (JP)                        | Generation of Chaos V イーディスメモリーズ 〜新天魔界GOCV〜                                         | Neverland                      | Idea Factory                         | Fantezie                  | PS1 (Port)                  | Tactical RPG                    | Portare a Generation of Chaos V for PS2 Sequel al Generation of Chaos IV.                                                             |                 |
| 2006 (JP)                        | Genso Suikoden I&II                                                                                 | Konami                         | Konami                               | Sci-Fi Fantasy            | PSP (Port)                  | JRPG                            | Port and compilation of Suikoden and Suikoden II for PS1.                                                                             |                 |
| 2006 (JP) 2007 (NA) 2008 (PAL)   | Growlanser: Heritage of War グローランサーV                                                         | CareerSoft                     | Atlus Rising Star                    | Fantezie                  | PS2                         | Tactical RPG                    | Sequel al Growlanser IV: Wayfarer of the Time.                                                                                        |                 |
| 2006 (JP)                        | Gundam: True Odyssey                                                                                | Bandai                         | Bandai                               | Sci-Fi                    | PS2 (Rerel)                 | JRPG                            | Re-release of Gundam: True Odyssey for PS2.                                                                                           |                 |
| 2006 (JP) 2007 (NA)              | Jeanne dArc                                                                                         | Level-5                        | SCE                                  | Fantezie                  | PSP                         | Tactical RPG                    | |                 |
| 2006 (JP)                        | Legend of Heroes V, The: A Cagesong of the Ocean 英雄伝説V「海の檻歌」                              | Nihon Falcom                   | Nihon Falcom                         | Fantezie                  | PSP (Port)                  |                                 | Portare a The Legend of Heroes V: A Cagesong of the Ocean for WIN. Sequel al The Legend of Heroes IV: A Tear of Vermillion.           |                 |
| 2006 (JP)                        | Legend of Heroes VI, The: Sora no Kiseki FC 英雄伝説「空の軌跡FC」                                  | Nihon Falcom                   | Nihon Falcom                         | Fantezie                  | PSP (Port)                  |                                 | Portare a The Legend of Heroes VI: Sora no Kiseki for WIN. Sequel al The Legend of Heroes V: A Cagesong of the Ocean.                 |                 |
| 2006 (JP)                        | Legend of Heroes VI, The: Sora no Kiseki FC 英雄伝説VI「空の軌跡」                                  | Nihon Falcom                   | Nihon Falcom                         | Fantezie                  | PSP (Port)                  |                                 | Portare a The Legend of Heroes VI: Sora no Kiseki FC for WIN. Sequel al The Legend of Heroes V: A Cagesong of the Ocean.              |                 |
| 2006 (JP/NA/EU/AU)               | Lost Magic                                                                                          | Taito Garakuta                 | Taito Ubisoft                        | Fantezie                  | DS                          | RTS/RPG hybrid                  | |                 |
| 2006 (JP/NA) 2007 (EU)           | Magical Starsign                                                                                    | Brownie Brown                  | Nintendo                             | Fantezie                  | DS                          | JRPG                            | Sequel al Magical Vacation. |                 |
| 2006 (JP)                        | Makai Wars                                                                                          | Nippon Ichi                    |                                      | Fantezie                  | PS3                         | Tactical RPG                    | |                 |
| 2006 (NA/EU/AU)                  | Marvel: Ultimate Alliance                                                                           | Raven                          | Activision                           | Sci-Fi Fantasy            | PS2 PS3 PSP Wii X360 Xbox   | Action RPG                      | |                 |
| 2006 (NA/EU/AU)                  | Marvel: Ultimate Alliance                                                                           | Barking Lizards                | Activision                           | Sci-Fi Fantasy            | GBA                         | Action RPG                      | |                 |
| 2006 (JP)                        | Monster Hunter 2                                                                                    | Capcom                         | Capcom                               | Fantezie                  | PS2                         | Action RPG                      | Sequel of Monster Hunter for PS2. |                 |
| 2006 (JP)                        | Mother 3                                                                                            | Nintendo SPD HAL Brownie Brown | Nintendo                             | Sci-Fi Fantasy            | GBA                         |                                 | Sequel al EarthBound. |                 |
| 2006 (JP/NA/EU/AU)               | Phantasy Star Universe                                                                              |                                |                                      | Fantezie                  | PS2 X360                    | Action RPG                      | |                 |
| 2006 (JP) 2007 (NA/EU/AU)        | Pokémon Diamond                                                                                     | Game Freak                     | Nintendo                             | Modern Fantasy            | DS                          |                                 | Sequel al Pokémon Ruby and Pokémon Sapphire.                                                                                          |                 |
| 2006 (JP) 2007 (NA/EU/AU)        | Pokémon Pearl                                                                                       | Game Freak                     | Nintendo                             | Modern Fantasy            | DS                          |                                 | Sequel al Pokémon Ruby and Pokémon Sapphire.                                                                                          |                 |
| 2006 (JP/NA/AU) 2007 (EU)        | Pokémon Ranger                                                                                      | HAL                            | Nintendo                             | Modern Fantasy            | DS                          | Action RPG                      | |                 |
| 2006 (JP) 2007 (NA) 2008 (EU/AU) | Riviera: The Promised Land                                                                          | Sting                          | Sting Atlus 505                      | Fantezie                  | PSP (Remake)                | JRPG                            | Refacere a Riviera: The Promised Land for WSC.                                                                                        |                 |
| 2006 (JP)                        | Sakura Taisen                                                                                       | Red Overworks                  | Sega                                 | Steampunk                 | PSP (Port)                  | Tactical RPG                    | Portare a Sakura Taisen for SAT. Debutul seriei.                                                                                      |                 |
| 2006 (JP)                        | Sakura Taisen 1&2                                                                                   | Red Overworks                  | Sega                                 | Steampunk                 | PSP (Comp)                  | Tactical RPG                    | Port and compilation of Sakura Taisen and Sakura Taisen 2 for SAT. Debutul seriei.                                                    |                 |
| 2006 (JP)                        | Sakura Taisen 2: Kimi, Shinitamou koto Nakare                                                       | Red Overworks                  | Sega                                 | Steampunk                 | PSP (Port)                  | Tactical RPG                    | Portare a Sakura Taisen 2 for SAT. Sequel al Sakura Taisen.                                                                           |                 |
| 2006 (JP/NA) 2007 (EU)           | Shin Megami Tensei: Devil Summoner: Raidou Kuzunoha vs. The Soulless Army                           | Atlus                          | Atlus Koei                           | Historical Fantasy        | PS2                         | Action RPG                      | Sequel al Shin Megami Tensei: Devil Summoner.                                                                                         |                 |
| 2006 (JP) 2007 (NA) 2008 (PAL)   | Persona 3                                                                                           | Atlus                          | Atlus Koei THQ                       | Modern Fantasy            | PS2                         | JRPG                            | Sequel al Persona 2: Eternal Punishment.                                                                                              |                 |
| 2006 (JP) 2008 (NA)              | Spectral Force 3: Innocent Rage スペクトラルフォース3 イノセントレイジ                              | Idea Factory                   | Idea Factory Atlus                   | Fantezie                  | X360                        | Tactical RPG                    | Sequel al Spectral Force II. |                 |
| 2006 (JP/NA/EU/AU)               | Suikoden V                                                                                          | Konami Hudson Soft             | Konami                               | Fantezie                  | PS2                         |                                 | Sequel al Suikoden IV. |                 |
| 2006 (??)                        | Summon Night 4                                                                                      | Flight-Plan                    | Banpresto                            | Steampunk                 | PS2                         | Tactical RPG                    | Sequel al Summon Night 3. |                 |
| 2006 (JP)                        | Super Robot Wars Advance i                                                                          | Banpresto                      | Banpresto                            | Sci-Fi                    | MOBI (Port)                 | Tactical RPG                    | Portare a Super Robot Wars Advance for GBA.                                                                                           |                 |
| 2006 (JP)                        | Tales of Destiny                                                                                    | Wolf Team                      | Namco                                | Fantezie                  | PS2 (Remake)                | Action RPG                      | Refacere a Tales of Destiny for PS1.                                                                                                  |                 |
| 2006 (JP)                        | Tales of Phantasia                                                                                  | Mineloader                     | Namco                                | Fantezie                  | PSP (Remake)                | Action RPG                      | Refacere a Tales of Phantasia for SNES. Debutul seriei.                                                                               |                 |
| 2006 (JP)                        | Tales of the Tempest                                                                                | Dimps Namco Tales              | Namco Bandai                         | Fantezie                  | DS                          | Action RPG                      | |                 |
| 2006 (JP) 2007 (NA/EU)           | Tales of the World: Radiant Mythology                                                               | Alfa System                    | Namco Bandai                         | Fantezie                  | PSP                         | Action RPG                      | Spin-off of the Tales series. |                 |
| 2006 (JP)                        | Tales of Wahrheit                                                                                   |                                |                                      | Fantezie                  | MOBI                        | Action RPG                      | |                 |
| 2006 (JP)                        | Tales of Wahrheit Colosseum                                                                         |                                |                                      | Fantezie                  | MOBI                        | Action RPG                      | |                 |
| 2006 (JP)                        | Tengai Makyou Ziria: Haruka naru Jipang                                                             | Hudson Soft                    | Hudson Soft                          | Fantezie                  | Xbox (Remake)               | JRPG                            | Refacere a Tengai Makyō: Ziria for PCE.                                                                                               |                 |
| 2006 (JP)                        | Tengai Makyō II: Manjimaru                                                                          | Red Ent.                       | Hudson Soft                          | Fantezie                  | DS (Remake) PS2 (Remake)    | JRPG                            | Refacere a Tengai Makyō II: Manjimaru for PCE. Sequel al Tengai Makyō: Ziria.                                                         |                 |
| 2006 (JP)                        | Tengai Makyō: Daiyon no Mokushiroku                                                                 | Red Ent.                       | Hudson Soft                          | Fantezie                  | PSP (Remake)                | JRPG                            | Refacere a Tengai Makyō: Daiyon no Mokushiroku for SAT.                                                                               |                 |
| 2006 (NA) 2007 (EU)              | Untold Legends: Dark Kingdom                                                                        | SOE                            | SOE                                  | Fantezie                  | PS3                         | Action RPG                      | |                 |
| 2006 (JP/NA/EU/AU)               | Untold Legends: The Warrior's Code                                                                  | SOE                            | SOE                                  | Fantezie                  | PSP                         | Action RPG                      | Sequel al Untold Legends: Brotherhood of the Blade.                                                                                   |                 |
| 2006 (JP)                        | Utawarerumono                                                                                       | Leaf                           | Aquaplus                             | Fantezie                  | PS2 (Port)                  |                                 | Portare a Utawarerumono for PC. |                 |
| 2006 (JP/NA) 2007 (EU/AU)        | Valkyrie Profile: Lenneth ヴァルキリープロファイル レナス                                           | tri-Ace                        | Square Enix                          | Fantezie                  | PSP (Port)                  | JRPG                            | Portare a Valkyrie Profile for PS1.                                                                                                   |                 |
| 2006 (JP/NA) 2007 (PAL)          | Valkyrie Profile 2: Silmeria ヴァルキリープロファイル2 シルメリア                                   | tri-Ace                        | Square Enix                          | Fantezie                  | PS2                         |                                 | Sequel al Valkyrie Profile. |                 |
| 2006 (JP) 2007 (NA) 2008 (EU)    | Wild ARMs 5                                                                                         | Media.Vision                   | SCE XSEED 505                        | Steampunk                 | PS2                         |                                 | Sequel al Wild ARMs 4. |                 |
| 2006 (JP/NA)                     | Xenosaga Episode III: Also sprach Zarathustra                                                       | Monolith                       | Namco Bandai                         | Sci-Fi Fantasy            | PS2                         |                                 | Sequel al Xenosaga Episode II: Jenseits von Gut und Böse.                                                                             |                 |
| 2006 (JP/NA)                     | Yggdra Union: We'll Never Fight Alone ユグドラ・ユニオン                                            | Sting                          | Sting Atlus                          | Fantezie                  | GBA                         | Tactical RPG                    | Sequel al Riviera: The Promised Land for WSC.                                                                                         |                 |
| 2006 (??)                        | Ys V: Lost Kefin, Kingdom of Sand                                                                   | Taito                          |                                      | Fantezie                  | PS2 (Remake)                | Action RPG                      | Refacere a Ys V: Kefin, The Lost City of Sand for SNES.                                                                               |                 |
| 2006 (JP/NA/EU/AU)               | Ys VI: The Ark of Napishtim                                                                         | Konami                         | Konami                               | Fantezie                  | PSP (Port)                  | Action RPG                      | Portare a Ys VI: The Ark of Napishtim for PC. Sequel al Ys V: Kefin, The Lost City of Sand.                                           |                 |
| 2007 (JP/NA)                     | .hack//G.U. vol.3//Redemption                                                                       |                                |                                      | Sci-Fi                    | PS2                         |                                 | Sequel al .hack//G.U. vol.2//Reminisce.                                                                                               |                 |
| 2007 (JP)                        | Absolute: Blazing Infinity アブソリュート ブレイジングインフィニティ                                | Idea Factory                   | Idea Factory                         | Fantezie                  | X360 (Port)                 | Tactical RPG                    | Portare a Blazing Souls for PS2. |                 |
| 2007 (JP)                        | Aedis Eclipse: Generation of Chaos                                                                  | Neveralnd                      |                                      | Fantezie                  | PSP                         | Tactical RPG                    | Sequel al Generation of Chaos. |                 |
| 2007 (JP)                        | Apocalypse: Desire Next                                                                             | Idea Factory                   |                                      | Fantezie                  | X360                        | Tactical RPG                    | |                 |
| 2007 (JP) TBD (NA)               | ASH: Archaic Sealed Heat                                                                            | Mistwalker Racjin              | Nintendo                             | Fantezie                  | DS                          | Tactical RPG                    | |                 |
| 2007                             | Avencast: Rise of the Mage                                                                          | ClockStone                     | Lighthouse Interactive               | Fantezie                  | WIN                         |                                 | |                 |
| 2007 (JP)                        | Bahamut Senki                                                                                       | Sega                           | Sega                                 | Fantezie                  | VC (Port)                   | Tactical RPG                    | Portare a Bahamut Senki for SMS. |                 |
| 2007 (JP/NA/EU)                  | Breath of Fire II                                                                                   |                                |                                      | Fantezie                  | VC (Port)                   | JRPG                            | Portare a Breath of Fire II pentru SNES. Sequel al Breath of Fire.                                                                    |                 |
| 2007 (JP) 2008 (NA/EU)           | Crisis Core: Final Fantasy VII                                                                      | Square Enix                    | Square Enix                          | Fantezie                  | PSP                         | Action RPG                      | Prequel al Final Fantasy VII. |                 |
| 2007 (JP/NA)                     | Digimon World: Dawn                                                                                 | Bandai                         | Bandai                               | Sci-Fi Fantasy            | DS                          |                                 | |                 |
| 2007 (JP/NA)                     | Digimon World: Dusk                                                                                 | Bandai                         | Bandai                               | Sci-Fi Fantasy            | DS                          |                                 | |                 |
| 2007 (NA)                        | Disgaea: Afternoon of Darkness Disgaea Portable                                                     | Nippon Ichi                    |                                      | Fantezie                  | PSP (Remake)                | Tactical RPG                    | Refacere a Disgaea: Hour of Darkness pentru PS2.                                                                                      |                 |
| 2007 (JP) 2008 (NA/EU) TBA (AU)  | Dragon Quest IV                                                                                     | ArtePiazza                     | Square Enix                          | Fantezie                  | DS (Remake)                 | JRPG                            | Refacere a Dragon Quest IV pentru NES.                                                                                                |                 |
| 2007 (JP) 2008 (NA/EU/AU)        | Dragon Quest Swords: The Masked Queen and the Tower of Mirrors                                      | Eighting Genius Sonority       | Square Enix                          | Fantezie                  | Wii                         |                                 | |                 |
| 2007 (JP)                        | Dragon Slayer: The Legend of Heroes                                                                 | Nihon Falcom                   | Nihon Falcom                         | Fantezie                  | VC (Port)                   | JRPG                            | Portare a Dragon Slayer: The Legend of Heroes for PC88.                                                                               |                 |
| 2007 (NA/EU/AU)                  | Dungeons & Dragons Tactics                                                                          | Kuju                           | Atari                                | Fantezie                  | PSP                         | Tactical RPG                    | |                 |
| 2007 (NA/EU/AU)                  | Elder Scrolls IV: Oblivion                                                                          | Bethesda                       | 2K Bethesda                          | Fantezie                  | PS3 (Port)                  |                                 | Portare a Elder Scrolls IV: Oblivion for X360. Sequel al Elder Scrolls III: Morrowind.                                                |                 |
| 2007 (JP)                        | Elvandia Story エルヴァンディアストーリー                                                           | Spike                          |                                      | Fantezie                  | PS2                         | Tactical RPG                    | |                 |
| 2007 (JP/NA/EU)                  | Enchanted Arms Enchant Arm                                                                          | From                           | From Ubisoft                         | Futruistic Fantasy        | PS3 (Port)                  |                                 | Portare a Enchanted Arms for X360. |                 |
| 2007 (JP)                        | Esper Dream                                                                                         | Konami                         | Konami                               | Fantezie                  | VC (Port)                   |                                 | Portare a Esper Dream pentru NES. |                 |
| 2007 (JP/NA/EU/AU)               | Eternal Sonata                                                                                      | tri-Crescendo                  | Namco Bandai                         | Fantezie                  | X360                        |                                 | |                 |
| 2007 (JP/NA) 2008 (EU/AU)        | Etrian Odyssey                                                                                      | Atlus                          | Atlus Nintendo                       | Fantezie                  | DS                          |                                 | |                 |
| 2007 (EU) 2008 (NA)              | Falling Stars                                                                                       | Ivolgamus                      | Agetec                               | Fantezie                  | PS2                         | Action RPG                      | |                 |
| 2007 (JP/NA) 2008 (EU/AU)        | Final Fantasy                                                                                       | Square                         | Square Enix                          | Fantezie                  | PSP (Port)                  | JRPG                            | Portare a Final Fantasy pentru NES.                                                                                                   |                 |
| 2007 (JP/NA) 2008 (EU)           | Final Fantasy II                                                                                    | Square                         | Square Enix                          | Fantezie                  | PSP (Port)                  | JRPG                            | Portare a Final Fantasy II pentru NES.                                                                                                |                 |
| 2007 (JP) 2008 (NA)              | Final Fantasy IV                                                                                    | Square Matrix Software         | Square Enix                          | Fantezie                  | DS (Remake)                 | JRPG                            | Refacere a Final Fantasy IV pentru SNES.                                                                                              |                 |
| 2007 (JP)                        | Final Fantasy Legend                                                                                | Square                         | Square                               | Fantezie                  | MOBI (Port)                 | JRPG                            | Portare a Final Fantasy Legend for GB.                                                                                                |                 |
| 2007 (JP) 2008 (NA/PAL/AU)       | Final Fantasy Tactics A2: Grimoire of the Rift ファイナルファンタジータクティクス A2 封穴のグリモア | Square Enix                    | Square Enix                          | Fantezie                  | DS                          | Tactical RPG                    | Sequel al Final Fantasy Tactics Advance for GBA.                                                                                      |                 |
| 2007 (JP/NA/EU/AU)               | Final Fantasy Tactics: The War of the Lions                                                         | Square Enix                    | Square Enix                          | Fantezie                  | PSP (Remake)                | Tactical RPG                    | Refacere a Final Fantasy Tactics for PS1.                                                                                             |                 |
| 2007 (JP/NA) 2008 (PAL)          | Final Fantasy XII: Revenant Wings                                                                   | Square Enix                    | Square Enix                          | Fantezie                  | DS                          | Tactical RPG Real-time          | Continuation of Final Fantasy XII. |                 |
| 2007 (JP/NA) 2008 (EU/AU)        | Fire Emblem: Radiant Dawn                                                                           | Intelligent                    | Nintendo                             | Fantezie                  | Wii                         | Tactical RPG                    | Sequel al Fire Emblem: Path of Radiance.                                                                                              |                 |
| 2007 (JP)                        | Fire Emblem: Seisen no Keifu                                                                        | Intelligent                    | Nintendo                             | Fantezie                  | VC (Port)                   | Tactical RPG                    | Portare a Fire Emblem: Seisen no Keifu for SNES.                                                                                      |                 |
| 2007 (JP/NA)                     | Front Mission                                                                                       | Square Enix                    | Square Enix                          | Sci-Fi                    | DS (Remake)                 | Tactical RPG                    | Refacere a Front Mission for SNES. Debutul seriei.                                                                                    |                 |
| 2007 (JP)                        | Growlanser VI: Precarious World                                                                     | CareerSoft                     |                                      | Sci-Fi                    | PS2                         | Tactical RPG Real-time          | Sequel al Growlanser V: Generations.                                                                                                  |                 |
| 2007 (NA/EU/AU)                  | Harry Potter and the Order of the Phoenix                                                           | EA                             | EA                                   | Fantezie                  | GBA DS Wii PS2 PS3 PSP X360 |                                 | |                 |
| 2007 (JP)                        | Hercules no Eikō III: Kamigami no Chinmoku                                                          | Data East                      | Paon                                 | Fantezie                  | VC (Port)                   |                                 | Portare a Hercules no Eikō III: Kamigami no Chinmoku for SNES. Sequel al Hercules no Eikō II: Titan no Metsubō.                       |                 |
| 2007 (JP/NA/PAL)                 | Heroes of Mana                                                                                      | Brownie Brown                  | Square Enix                          | Fantezie                  | DS                          | RTS/RPG hybrid                  | Prequel al Seiken Densetsu 3. |                 |
| 2007 (JP/NA/EU)                  | Hoshigami Remix                                                                                     | Arc System Works               | ASNetworks Aksys 505                 | Fantezie                  | DS (Remake)                 | Tactical RPG                    | Refacere a Hoshigami: Ruining Blue Earth for PS1.                                                                                     |                 |
| 2007 (NA)                        | InuYasha: Secret of the Divine Jewel                                                                | Namco Bandai                   | Namco Bandai                         | Fantezie                  | DS                          |                                 | |                 |
| 2007 (INT)                       | Kingdom Hearts II Final Mix                                                                         | Square Enix                    | Square Enix Buena Vista              | Fantezie                  | PS2 (Rerel)                 | Action RPG                      | Re-release of Kingdom Hearts II for PS2. Sequel al Kingdom Hearts: Chain of Memories.                                                 |                 |
| 2007 (INT)                       | Kingdom Hearts Re: Chain of Memories                                                                | Square Enix Jupiter            | Square Enix Nintendo                 | Fantezie                  | PS2 (Remake)                | Action RPG                      | Refacere a Kingdom Hearts: Chain of Memories for GBA.                                                                                 |                 |
| 2007 (JP)                        | Langrisser II Der Langrisser ラングリッサーII                                                       |                                |                                      | Fantezie                  | VC (Port)                   | Tactical RPG                    | Portare a Langrisser II for GEN. Sequel al Warsong.                                                                                   |                 |
| 2007 (JP)                        | Legend of Heroes VI, The: Sora no Kiseki SC 英雄伝説「空の軌跡SC」                                  | Nihon Falcom                   | Nihon Falcom                         | Fantezie                  | PSP (Port)                  |                                 | Portare a Legend of Heroes VI, The: Sora no Kiseki SC for WIN. Sequel al Legend of Heroes VI, The: Sora no Kiseki FC.                 |                 |
| 2007 (JP) 2008 (NA/EU/AU)        | Lost Odyssey                                                                                        | Mistwalker feelplus            | Microsoft                            | Fantezie                  | X360                        |                                 | |                 |
| 2007 (JP/NA/PAL)                 | Luminous Arc ルミナスアーク                                                                         | Image Epoch                    | Marvelous Atlus Rising Star          | Fantezie                  | DS                          | Tactical RPG                    | |                 |
| 2007 (JP)                        | Magician's Academy まじしゃんず・あかでみい                                                         | Enterbrain                     | Enterbrain                           | Modern Fantasy            | PS2                         | Tactical RPG                    | Bazat pe anime omonim. |                 |
| 2007 (JP)                        | Majin Tensei Blind Thinker 魔神転生 blind thinker                                                   |                                | Atlus BBMF                           | Fantezie                  | MOBI                        | Tactical RPG                    | |                 |
| 2007 (JP) 2008 (NA)              | Mana Khemia: Alchemists of Al-Revis                                                                 | Gust                           | Gust Nippon Ichi                     | Fantezie                  | PS2                         |                                 | |                 |
| 2007 (NA/EU/AU)                  | Mass Effect                                                                                         | BioWare                        | Microsoft                            | Sci-Fi                    | X360                        |                                 | |                 |
| 2007 (??)                        | Metal Max 2                                                                                         |                                |                                      | Fantezie                  | VC (Port)                   |                                 | Portare a Metal Max 2 for SNES. |                 |
| 2007 (JP)                        | Mist of Chaos                                                                                       | Neverland                      |                                      | Fantezie                  | PS3                         | Tactical RPG                    | |                 |
| 2007 (JP/NA/EU/AU)               | Monster Hunter Freedom 2 Monster Hunter Portable 2nd                                                | Capcom                         | Capcom                               | Fantezie                  | PSP (Remake)                |                                 | Refacere a Monster Hunter 2 for PS2.                                                                                                  |                 |
| 2007 (JP) 2008 (NA)              | Operation Darkness                                                                                  | Success                        |                                      | Fantezie Historical       | Xbox                        | Tactical RPG                    | |                 |
| 2007 (JP) 2008 (NA/EU)           | Opoona                                                                                              | ArtePiazza                     | Koei                                 | Sci-Fi                    | Wii                         |                                 | |                 |
| 2007 (JP/NA/PAL)                 | Paper Mario                                                                                         | Intelligent                    | Nintendo                             | Fantezie                  | VC (Port)                   |                                 | Portare a Paper Mario for N64. |                 |
| 2007 (JP)                        | Record of Agarest War アガレスト戦記                                                                | Idea Factory                   | Compile Heart Red                    | Fantezie                  | PS3                         | Tactical RPG                    | |                 |
| 2007 (JP)                        | Riviera: The Promised Land - Special Edition                                                        | Sting                          | Sting                                | Fantezie                  | PSP (Rerel)                 |                                 | Re-release of Riviera: The Promised Land for PSP.                                                                                     |                 |
| 2007 (JP) 2008 (NA)              | Rondo of Swords 偽りの輪舞曲                                                                        | Success                        | Success                              | Fantezie                  | DS                          | Tactical RPG                    | |                 |
| 2007 (JP) 2008 (NA/EU)           | Persona 3 FES                                                                                       | Atlus                          | Atlus Koei THQ                       | Modern Fantasy            | PS2 (Remake)                | JRPG                            | Remake and expansion of Persona 3 for PS2. Sequel al Persona 2: Eternal Punishment.                                                   |                 |
| 2007 (JP/NA/PAL)                 | Shining in the Darkness                                                                             | Climax Sonic!                  | Sega                                 | Fantezie                  | VC (Port)                   |                                 | Portare a Shining in the Darkness for GEN.                                                                                            |                 |
| 2007 (JP/NA/PAL)                 | Shining Force: The Legacy of Great Intention シャイニング・フォース 神々の遺産                      |                                | Sega                                 | Fantezie                  | VC (Port)                   | Tactical RPG                    | Portare a Shining Force: The Legacy of Great Intention for GEN.                                                                       |                 |
| 2007 (JP)                        | Shining Force EXA シャイニング・フォース イクサ                                                     | Neveralnd                      | Sega                                 | Fantezie                  | PS2                         | Action RPG                      | Sequel al Shining Force Neo. |                 |
| 2004 (JP) 2005 (NA)              | Shining Wind シャイニング・ウィンド                                                                 | Nex Entertainment              | Sega                                 | Fantezie                  | PS2                         | Action RPG                      | Sequel al Shining Tears. |                 |
| 2007 (JP/NA) 2008 (EU)           | Soul Nomad & the World Eaters                                                                       | Nippon Ichi                    | Nippon Ichi                          | Fantezie                  | PS2                         | Tactical RPG                    | |                 |
| 2007 (JP)                        | Spectral Gene                                                                                       | Idea Factory                   |                                      | Fantezie                  | PS2                         | Tactical RPG                    | |                 |
| 2007 (JP) 2008 (NA)              | Star Ocean: The First Departure                                                                     | tri-Ace                        | Square Enix                          | Fantezie                  | PSP (Remake)                | Action RPG                      | Refacere a Star Ocean: Fantastic Space Odyssey for SNES.                                                                              |                 |
| 2007 (JP) 2008 (NA)              | Summon Night: Twin Age                                                                              | Flight-Plan                    | Atlus                                | Steampunk                 | DS                          | Action RPG                      | |                 |
| 2007 (JP)                        | Super Robot Wars: Original Generations                                                              | Banpresto                      | Banpresto                            | Sci-Fi                    | PS2 (Remake)                | Tactical RPG                    | Remake and compilation of Super Robot Wars: Original Generation and Super Robot Wars: Original Generation 2 for GBA.                  |                 |
| 2007 (JP)                        | Super Robot Wars A Portable                                                                         | Banpresto                      | Banpresto                            | Sci-Fi                    | PSP (Remake)                | Tactical RPG                    | Refacere a Super Robot Wars A for GBA.                                                                                                |                 |
| 2007 (JP)                        | Super Robot Wars Original Generation Gaiden                                                         | Banpresto                      | Banpresto                            | Sci-Fi                    | PS2                         | Tactical RPG                    | Sequel al Super Robot Wars Original Generations.                                                                                      |                 |
| 2007 (JP)                        | Super Robot Wars W                                                                                  | Banpresto                      | Banpresto                            | Sci-Fi                    | DS                          | Tactical RPG                    | |                 |
| 2007 (JP/NA/EU)                  | Sword of Vermilion                                                                                  | Sega-AM2                       | Sega                                 | Fantezie                  | VC (Port)                   |                                 | Portare a Sword of Vermilion for GEN.                                                                                                 |                 |
| 2007 (JP)                        | Tales of Destiny 2                                                                                  | Alfa System                    | Namco                                | Fantezie                  | PSP (Remake)                | Action RPG                      | Refacere a Tales of Destiny 2 for PS2. Sequel al Tales of Destiny.                                                                    |                 |
| 2007 (JP)                        | Tales of Fandom Vol.2                                                                               | Namco Tales                    | Namco                                | Fantezie                  | PS2                         |                                 | Sequel al Tales of Fandom Vol.1. |                 |
| 2007 (JP)                        | Tales of Innocence                                                                                  | Alfa System                    | Namco Bandai                         | Fantezie                  | DS                          | Action RPG                      | |                 |
| 2007 (JP)                        | Tears to Tiara: Kakan no Daichi                                                                     | Leaf                           |                                      | Fantezie                  | PS3 (Port)                  | Tactical RPG                    | Portare a Tears to Tiara. |                 |
| 2007 (JP)                        | Treasure Hunter G                                                                                   | Sting                          | Square                               | Fantezie                  | VC (Port)                   | Tactical RPG                    | Portare a Treasure Hunter G for SNES.                                                                                                 |                 |
| 2007 (NA/EU/AU)                  | Two Worlds                                                                                          | Reality Pump                   | SouthPeak Games                      | Fantezie                  | X360                        |                                 | |                 |
| 2007 (JP/NA/EU/AU)               | Unknown Realms                                                                                      | Game Republic                  | SCEI                                 | Fantezie                  | PS3                         | Action RPG                      | |                 |
| 2007 (??)                        | Wild Arms                                                                                           | Media.Vision                   | SCE                                  | Steampunk                 | PSN (Port)                  |                                 | Portare a Wild Arms for PS1. |                 |
| 2007 (JP) 2008 (NA)              | Wild Arms XF ワイルドアームズ クロスファイア                                                        | Media.Vision                   | SCE                                  | Steampunk                 | PSP                         | Tactical RPG                    | |                 |
| 2007 (JP) 2008 (NA/EU/AU)        | World Ends With You, The                                                                            | Jupiter                        | Square Enix                          | Modern Fantasy            | DS                          | Action RPG                      | |                 |
| 2007 (JP) 2008 (NA) TBA (EU)     | Ys I & II                                                                                           | Nihon Falcom Hudson Soft       | Hudson Soft                          | Fantezie                  | VC (Port)                   |                                 | Portare a Ys I & II for PCD. |                 |
| 2006 (INT)                       | Aveyond                                                                                             | Amaranth                       | Amaranth                             | Fantezie                  | WIN                         |                                 | |                 |
| 2006 (AU)                        | Baldur's Gate: 4 in 1 Boxset                                                                        | BioWare                        | Atari                                | Fantezie                  | WIN (Comp)                  | CRPG                            | Compilation of Baldur's Gate, Baldur's Gate II and their expansions.                                                                  |                 |
| 2006 (NA/EU)                     | Dark Messiah of Might and Magic                                                                     | Arkane                         | Ubisoft                              | Fantezie                  | WIN                         | Action RPG FPS/RPG              | |                 |
| 2006 (NA/EU)                     | Dark Messiah of Might and Magic: Limited Edition                                                    | Arkane                         | Ubisoft                              | Fantezie                  | WIN (Limit)                 | Action RPG FPS/RPG              | Collector's edition of Dark Messiah of Might and Magic.                                                                               |                 |
| 2006 (NA)                        | Deus Ex                                                                                             | Ion Storm                      | Eidos                                | Sci-Fi                    | WIN (Rerel)                 | FPS/RPG                         | Rerelease on GameTap. Debutul seriei.                                                                                                 |                 |
| 2006 (RU)                        | Dungeon Cleaners                                                                                    | 1C Company                     | 1C Company                           | Post-apocalyptic          | WIN                         | Action RPG                      | |                 |
| 2006 (NA)                        | Dungeon Lords: Collector's Edition                                                                  | Heuristic Park                 | DreamCatcher                         | Fantezie                  | WIN (Limit)                 | Action RPG                      | Rerelease of Dungeon Lords for WIN.                                                                                                   |                 |
| 2006 (NA/EU)                     | Dungeon Siege II: Broken World                                                                      | Gas Powered                    | 2K Games                             | Fantezie                  | WIN                         | Action RPG                      | Expansion to Dungeon Siege II. |                 |
| 2006 (NA/EU)                     | Dungeon Siege II: Deluxe Edition                                                                    | Gas Powered                    | 2K Games                             | Fantezie                  | WIN (Rerel)                 | Action RPG                      | Rerelease of Dungeon Siege II including its expansion.                                                                                |                 |
| 2006 (NA/EU)                     | Elder Scrolls IV, The: Oblivion                                                                     | Bethesda                       | Bethesda 2K Games Ubisoft 1C Company | Fantezie                  | WIN                         |                                 | Sequel al The Elder Scrolls III: Morrowind. Features a new "Radiant AI" engine with mixed results.                                    |                 |
| 2006 (NA/EU)                     | Elder Scrolls IV, The: Oblivion – Collector's Edition                                               | Bethesda                       | Bethesda 2K Games                    | Fantezie                  | WIN (Limit)                 |                                 | Rerelease of The Elder Scrolls IV: Oblivion. Sequel al The Elder Scrolls III: Morrowind.                                              |                 |
| 2006 (NA) 2007 (EU)              | Elder Scrolls IV, The: Knights of the Nine                                                          | Bethesda                       | Bethesda Ubisoft 1C Company          | Fantezie                  | WIN                         |                                 | Expansion to The Elder Scrolls IV: Oblivion.                                                                                          |                 |
| 2006 (INT)                       | Geneforge 4: Rebellion                                                                              | Spiderweb                      | Spiderweb                            | Fantezie                  | MAC                         |                                 | Sequel al Geneforge 3. |                 |
| 2006 (UK)                        | Gorky 17 Odium                                                                                      | Metropolis                     | 1C Company TopWare Monolith          | Sci-Fi Fantasy            | LIN (Port)                  | Tactical RPG                    | Portare a Gorky 17 for WIN. |                 |
| 2006 (EU/NA)                     | Gothic III                                                                                          | Piranha Bytes                  | JoWood Aspyr                         | Fantezie                  | WIN                         | CRPG                            | Sequel al Gothic II. |                 |
| 2006 (DE)                        | Gothic III: Collector's Edition                                                                     | Piranha Bytes                  | JoWood Aspyr                         | Fantezie                  | WIN (Limit)                 | CRPG                            | Rerelease of Gothic III for WIN. |                 |
| 2006 (JP)                        | Legend of Heroes VI, The: Sora no Kiseki SC 英雄伝説「空の軌跡SC」                                  | Nihon Falcom                   | Nihon Falcom                         | Fantezie                  | WIN                         |                                 | Sequel al Legend of Heroes VI, The: Sora no Kiseki FC.                                                                                |                 |
| 2006 (NA)                        | Mage Knight: Apocalypse                                                                             | InterServ                      | Namco                                | Fantezie                  | WIN                         | Action RPG                      | Bazat pe Mage Knight miniatures wargame.                                                                                              |                 |
| 2006 (JP)                        | Majin Tensei#Majin Tensei Blind Thinker 魔神転生                                                    | i-revo                         |                                      | Fantezie                  | WIN (Port)                  | Tactical RPG                    | Portare a Majin Tensei for Super Famicon.                                                                                             |                 |
| 2006 (JP)                        | Majin Tensei II: Spiral Nemesis 魔神転生II SPIRAL NEMESIS                                           | i-revo                         |                                      | Fantezie                  | WIN (Port)                  | Tactical RPG                    | Portare a Majin Tensei II: Spiral Nemesis or Super Famicon. Sequel al Majin Tensei.                                                   |                 |
| 2006 (NA)                        | Marvel: Ultimate Alliance                                                                           | Beenox                         | Activision                           | Superhero                 | WIN (Port)                  | Action RPG                      | Portare a Marvel: Ultimate Alliance for Xbox 360.                                                                                     |                 |
| 2006 (NA/AU)                     | Neverwinter Nights 2                                                                                | Obsidian                       | Atari                                | Fantezie                  | WIN                         | CRPG                            | Sequel al Neverwinter Nights. |                 |
| 2006 (NA/AU)                     | Neverwinter Nights 2: Limited Edition                                                               | Obsidian                       | Atari                                | Fantezie                  | WIN (Limit)                 | CRPG                            | Rerelease of Neverwinter Nights 2 for WIN. Sequel al Neverwinter Nights.                                                              |                 |
| 2006 (NA)                        | Neverwinter Nights: Infinite Dungeons                                                               | BioWare                        | Atari MacSoft                        | Fantezie                  | LIN OSX WIN                 | CRPG                            | Neverwinter Nights premium module. |                 |
| 2006 (EU)                        | Neverwinter Nights 2: Chaotic Evil Edition                                                          | Obsidian                       | Aspyr                                | Fantezie                  | WIN (Comp)                  | CRPG                            | Compilation of Neverwinter Nights, its expansions, and Neverwinter Nights 2.                                                          |                 |
| 2006 (EU)                        | Neverwinter Nights 2: Lawful Good Edition                                                           | Obsidian                       | Aspyr                                | Fantezie                  | WIN (Comp)                  | CRPG                            | Compilation of Neverwinter Nights, its expansions, and Neverwinter Nights 2.                                                          |                 |
| 2006 (RU/EU) 2007 (INT)          | Star Wolves 2                                                                                       | Xbow                           | 1C Company                           | Sci-Fi                    | WIN                         | Tactical RPG Real-time          | Sequel al Star Wolves. |                 |
| 2006 (NA/EU)                     | Titan Quest                                                                                         | Iron Lore                      | THQ                                  | Fantezie Mythology        | WIN                         | Action RPG                      | Debutul seriei. |                 |
| 2006 (EU)                        | Titan Quest: Limited Edition                                                                        | Iron Lore                      | THQ                                  | Fantezie Mythology        | WIN (Limit)                 | Action RPG                      | Rerelease of Titan Quest. |                 |
| 2006 (UK)                        | Ultimate Dungeons & Dragons                                                                         | Various                        | Atari                                | Fantezie                  | WIN (Comp)                  | CRPG                            | Large compilation featuring the Baldur's Gate, Icewind Dale and Neverwinter Nights series in their entirety, as well as a few others. |                 |
| 2006 (JP)                        | Ys Origin                                                                                           | Nihon Falcom                   | Nihon Falcom                         | Fantezie                  | WIN                         | Action RPG JRPG                 | Prequel al Ys I: Ancient Ys Vanished.                                                                                                 |                 |
| 2007 (RU) 2008 (NA)              | 7.62                                                                                                | Apeiron                        | 1C Company                           | Modern                    | WIN                         | Tactical RPG Real-time          | Sequel al Brigade E5: New Jagged Union.                                                                                               |                 |
| 2007 (RU)                        | Day Watch                                                                                           | Nival                          |                                      | Modern Fantasy            | WIN                         | Tactical RPG                    | Sequel al Night Watch. |                 |
| 2007 (NA) 2008 (INT)             | Depths of Peril                                                                                     | Soldak                         | Soldak                               | Fantezie                  | WIN                         | Action RPG                      | |                 |
| 2007 (JP)                        | Dragon Knight IV ドラゴンナイト4                                                                    | ELF                            | ELF                                  | Fantezie                  | WIN (Remake)                | Tactical RPG Eroge              | Portare a Dragon Knight IV for PC98. Sequel al Dragon Knight III.                                                                     |                 |
| 2007 (NA/EU)                     | Elder Scrolls IV, The: Oblivion – Game of the Year Edition                                          | Bethesda                       | Bethesda 2K Games                    | Fantezie                  | WIN (Rerel)                 | CRPG                            | Rerelease of The Elder Scrolls IV: Oblivion for WIN. Sequel al The Elder Scrolls III: Morrowind.                                      |                 |
| 2007 (NA/EU)                     | Elder Scrolls IV, The: Shivering Isles                                                              | Bethesda                       | Bethesda 2K Games 1C Company         | Fantezie                  | WIN                         | CRPG                            | Expansion to The Elder Scrolls IV: Oblivion.                                                                                          |                 |
| 2007 (INT)                       | Eschalon: Book I                                                                                    | Basilisk                       | Basilisk                             | Fantezie                  | LIN OSX WIN                 |                                 | |                 |
| 2007 (EU)                        | Falling Stars                                                                                       | Ivolgamus                      | Agetec                               | Fantezie                  | WIN                         |                                 | |                 |
| 2007 (CN)                        | Fantasia Sango III                                                                                  | UserJoy Technology             | Unistar                              | Fantezie                  | WIN                         |                                 | Sequel al Fantasia Sango II. |                 |
| 2007 (CN)                        | Fantasia Sango IV                                                                                   | UserJoy Technology             | Unistar                              | Fantezie                  | WIN                         |                                 | Sequel al Fantasia Sango III. |                 |
| 2007 (NA)                        | Forgiveness: The Second Chapter                                                                     | Breakthrough                   |                                      |                           | WIN                         | JRPG                            | Sequel al Forgiveness: The First Chapter.                                                                                             |                 |
| 2007 (INT)                       | Geneforge 4: Rebellion                                                                              | Spiderweb                      | Spiderweb                            | Fantezie                  | WIN (Port)                  | CRPG                            | Portare a Geneforge 4: Rebellion for MAC. Sequel al Geneforge 3.                                                                      |                 |
| 2007 (DE)                        | Gothic Universe                                                                                     | Piranha Bytes                  | JoWood Aspyr                         | Fantezie                  | WIN (Comp)                  | CRPG                            | Compilation of Gothic, Gothic II, Gothic II: Night of the Raven and Gothic III for WIN.                                               |                 |
| 2007 (NA/EU)                     | Hellgate: London                                                                                    | Flagship                       | Namco Bandai EA                      | Fantezie Post-apocalyptic | WIN                         | Action RPG Roguelike FPS/RPG    | Created by the lead developers of Diablo series.                                                                                      |                 |
| 2007 (NA/EU)                     | Hellgate: London - Collector's Edition                                                              | Flagship                       | Namco Bandai EA                      | Fantezie Post-apocalyptic | WIN (Limit)                 | Action RPG Roguelike FPS/RPG    | Collector's edition version of Hellgate: London.                                                                                      |                 |
| 2007 (RU) 2008 (EU) TBD (NA)     | Hired Guns: The Jagged Edge ДЖАЗ: Работа по найму                                                   | GFI Russia                     | Game Factory                         | Modern                    | WIN                         | Tactical RPG                    | |                 |
| 2007 (NA/EU/AU)                  | Jade Empire: Special Edition                                                                        | BioWare                        | 2K Games                             | Fantezie                  | WIN (Port)                  | Action RPG                      | Portare a Jade Empire for Xbox. |                 |
| 2007 (DE) 2008 (NA)              | Legend: Hand of God                                                                                 | Master Creating GMBH           | Anaconda(DE/EU) ValuSoft/THQ(NA/INT) | Fantezie                  | WIN                         | Action RPG                      | |                 |
| 2007 (JP)                        | Legend of Heroes VI, The: Sora no Kiseki the 3rd 英雄伝説「空の軌跡 the 3rd」                       | Nihon Falcom                   | Nihon Falcom                         | Fantezie                  | WIN                         |                                 | Sequel al Legend of Heroes VI, The: Sora no Kiseki SC.                                                                                |                 |
| 2007 (INT)                       | Loki                                                                                                | Cyanide                        | Focus Home Crimson Cow               | Fantezie                  | WIN                         | Action RPG                      | |                 |
| 2007 (NA)                        | Nethergate: Resurrection                                                                            | Spiderweb                      | Spiderweb                            | Historical Fantasy        | MAC WIN                     | CRPG                            | Refacere a Nethergate. |                 |
| 2007 (NA/UK)                     | Neverwinter Nights 2: Mask of the Betrayer                                                          | Obsidian                       | Atari                                | Fantezie                  | WIN                         | CRPG                            | Expansion for Neverwinter Nights 2.                                                                                                   |                 |
| 2007 (EU)                        | Neverwinter Nights: 3-Pack                                                                          | BioWare Floodgate              | Atari                                | Fantezie                  | WIN (Comp)                  | CRPG                            | Compilation of Neverwinter Nights and its expansions.                                                                                 |                 |
| 2007 (JP) 2008 (INT)             | RPG Maker VX                                                                                        | Enterbrain                     | Enterbrain                           | N/A                       | WIN                         | RPG construction tool           | Sequel al RPG Maker XP. |                 |
| 2007 (INT)                       | Silverfall                                                                                          | Monte Cristo Kyiv's Games      | Monte Cristo Atari                   | Fantezie                  | WIN                         | Action RPG                      | |                 |
| 2007 (UK) 2008 (INT)             | Titan Quest: Gold Edition                                                                           | Iron Lore                      | THQ                                  | Fantezie Mythology        | WIN (Comp)                  | Action RPG                      | Compilation of Titan Quest and its expansion.                                                                                         |                 |
| 2007 (NA/EU)                     | Titan Quest: Immortal Throne                                                                        | Iron Lore                      | THQ                                  | Fantezie Mythology        | WIN                         | Action RPG                      | Expansion for Titan Quest. |                 |
| 2007 (??)                        | Urban Legend                                                                                        | ELENS                          |                                      | Sci-Fi                    | WIN                         | Tactical RPG                    | |                 |
| 2007 (EU/NA/AU)                  | Witcher, The Wiedźmin                                                                               | CD Projekt                     | Atari                                | Fantezie                  | WIN                         | Action RPG                      | După un roman omonim. |                 |